# Pimpinella junionae
Pimpinella junionae är en flockblommig växtart som beskrevs av Luis Ceballos Fernandez de Córdoba och Ortuño. Pimpinella junionae ingår i släktet bockrötter, och familjen flockblommiga växter. Inga underarter finns listade i Catalogue of Life.